# Epitemna hyalinipennis
Epitemna hyalinipennis är en insektsart som beskrevs av Schmidt 1924. Epitemna hyalinipennis ingår i släktet Epitemna och familjen Ricaniidae. Inga underarter finns listade i Catalogue of Life.